# 20e étape du Tour d'Italie 2007
La 20e étape du Tour d'Italie 2007 a eu lieu le 2 juin. Le parcours de 42 kilomètres reliait Castelnuovo del Garda à Vérone. Il s'agissait du dernier contre-la-montre de ce Tour d'Italie.

## Profil
1. Profil étape : giroditalia2007.gazzetta.it
2. Profil 3D : giroditalia2007.gazzetta.it

- Source : La Gazzeta Dello Sport

## Classement de l'étape
| \| 1. \| Paolo Savoldelli \| Italie \| en \| 52 min 20 s \| \| 2. \| Eddy Mazzoleni \| Italie \| + \| 36 s \| \| 3. \| David Zabriskie \| États-Unis \| \| 38 s \| \| 4. \| László Bodrogi \| Hongrie \| \| 1 min 08 s \| \| 5. \| Marzio Bruseghin \| Italie \| \| 1 min 16 s \| \| 6. \| Andy Schleck \| Luxembourg \| \| 1 min 28 s \| \| 7. \| Vincenzo Nibali \| Italie \| \| 1 min 44 s \| \| 8. \| Danilo Di Luca \| Italie \| \| 1 min 57 s \| \| 9. \| Mikhail Ignatiev \| Russie \| \| 2 min 01 s \| \| 10. \| Franco Pellizotti \| Italie \| \| 2 min 02 s \| |                   |            |    |             |
| 1. | Paolo Savoldelli  | Italie     | en | 52 min 20 s |
| 2. | Eddy Mazzoleni    | Italie     | +  | 36 s        |
| 3. | David Zabriskie   | États-Unis |    | 38 s        |
| 4. | László Bodrogi    | Hongrie    |    | 1 min 08 s  |
| 5. | Marzio Bruseghin  | Italie     |    | 1 min 16 s  |
| 6. | Andy Schleck      | Luxembourg |    | 1 min 28 s  |
| 7. | Vincenzo Nibali   | Italie     |    | 1 min 44 s  |
| 8. | Danilo Di Luca    | Italie     |    | 1 min 57 s  |
| 9. | Mikhail Ignatiev  | Russie     |    | 2 min 01 s  |
| 10. | Franco Pellizotti | Italie     |    | 2 min 02 s  |

## Classement général
| \| 1. \| Danilo Di Luca \| Italie \| en \| 87 h 40 min 45 s \| \| 2. \| Andy Schleck \| Luxembourg \| + \| 1 min 55 s \| \| 3. \| Eddy Mazzoleni \| Italie \| \| 2 min 25 s \| \| 4. \| Gilberto Simoni \| Italie \| \| 3 min 15 s \| \| 5. \| Damiano Cunego \| Italie \| \| 3 min 49 s \| \| 6. \| Riccardo Riccò \| Italie \| \| 7 min 00 s \| \| 7. \| Evgueni Petrov \| Russie \| \| 8 min 34 s \| \| 8. \| Marzio Bruseghin \| Italie \| \| 10 min 14 s \| \| 9. \| Franco Pellizotti \| Italie \| \| 10 min 44 s \| \| 10. \| David Arroyo \| Espagne \| \| 11 min 58 s \| |                   |            |    |                  |
| 1. | Danilo Di Luca    | Italie     | en | 87 h 40 min 45 s |
| 2. | Andy Schleck      | Luxembourg | +  | 1 min 55 s       |
| 3. | Eddy Mazzoleni    | Italie     |    | 2 min 25 s       |
| 4. | Gilberto Simoni   | Italie     |    | 3 min 15 s       |
| 5. | Damiano Cunego    | Italie     |    | 3 min 49 s       |
| 6. | Riccardo Riccò    | Italie     |    | 7 min 00 s       |
| 7. | Evgueni Petrov    | Russie     |    | 8 min 34 s       |
| 8. | Marzio Bruseghin  | Italie     |    | 10 min 14 s      |
| 9. | Franco Pellizotti | Italie     |    | 10 min 44 s      |
| 10. | David Arroyo      | Espagne    |    | 11 min 58 s      |

## Classements annexes
| Classement par points      | Total   |
| -------------------------- | ------- |
| Alessandro Petacchi Italie | 160 pts |
| Danilo Di Luca Italie      | 130 pts |
| Paolo Bettini Italie       | 104 pts |

| Classement de la montagne | Total  |
| ------------------------- | ------ |
| Leonardo Piepoli Italie   | 79 pts |
| Fortunato Baliani Italie  | 46 pts |
| Danilo Di Luca Italie     | 45 pts |

| Classement du meilleur jeune | Total            | Total            |
| ---------------------------- | ---------------- | ---------------- |
| Andy Schleck Luxembourg      | 87 h 42 min 40 s | 87 h 42 min 40 s |
| Riccardo Riccò Italie        | +                | 5 min 05 s       |
| Domenico Pozzovivo Italie    |                  | 22 min 00 s      |

| Classement par équipes       | Total             | Total             |
| ---------------------------- | ----------------- | ----------------- |
| Saunier Duval-Prodir Espagne | 262 h 14 min 49 s | 262 h 14 min 49 s |
| Liquigas Italie              | +                 | 3 min 53 s        |
| Lampre-Fondital Italie       |                   | 6 min 06 s        |